# Чародейка Г-Юг (квартал на Русе)
Жк. Чародейка-юг (Търговски комплекс) е един от благоприятните квартали на Русе. Разположен е точно на изхода на града; до него пътуват тролейбусни линии 9, 21 и 29 на градския транспорт, и автобус 30. Като тролеите свързват квартала както с центъра на града и Пантеона, така и с жк. "Здравец" и Гара Разпределителна (тролей 21), Болницата (тролей 29), Захарен завод, и МГ „Баба Тонка“ и завод „Бор“ (тролей 9). Автобус 30 свързва квартала с Кооперативен пазар, пазар „Олимп“ и Русенски университет, с крайна спирка „Хотел Рига“.
Тази част от жк „Чародейка“ е добре благоустроена – разполага с 2 аптеки (по една от двете страни на улицата), заведения, търговски комплекс, денонощен магазин, салони за красота, тату студио, фризьорски салони, охраняем паркинг, детски градини, транжорни, пекарна, поща, закусвални, закрит пазар, куриерски офис, зоомагазин, железарии, супермаркет „Пацони“, ОУ „Никола Обретенов“, началните спирки на тролеи 9, 21 и 29.